# Agrotrigia hajastanica
Agrotrigia hajastanica är en gräsart som först beskrevs av Nikolai Nikolaievich Tzvelev, och fick sitt nu gällande namn av Nikolai Nikolaievich Tzvelev. Agrotrigia hajastanica ingår i släktet Agrotrigia och familjen gräs. Inga underarter finns listade i Catalogue of Life.